# Lenísio
Lenísio Teixeira Júnior, noto semplicemente come Lenísio (Cuiabá, 23 ottobre 1976), è un ex giocatore di calcio a 5 brasiliano, campione del mondo con la nazionale brasiliana nel 2008.

## Carriera
Fratello di Vinícius, Lenísio era utilizzato nel ruolo di pivot. Con la nazionale maschile di calcio a 5 del Brasile ha esordito in manifestazioni internazionali nella Taça América 1999 vinta dai verdeoro. L'anno seguente bissa il titolo e arriva al FIFA Futsal World Championship 2000 in cui la nazionale sudamericana perde la finale per 4-3 contro la Spagna.
Escluso dai convocati al campionato mondiale del 2004, Lenísio ritorna in nazionale per la vittoriosa Copa América 2008 nonché al successivo mondiale vinto dal Brasile contro la Spagna ai tiri di rigore.

## Palmarès
- Campionato mondiale: 1
2008